# リンカーン郡 (アイダホ州)
リンカーン郡（リンカーンぐん、英: Lincoln County）は、アメリカ合衆国アイダホ州の中央部に位置する郡である。2010年国勢調査での人口は5,208人であり、2000年の4,044人より28.8％増加した。郡庁所在地はショーショーン市（人口1,461人）であり、同郡で人口最大の都市でもある。1895年3月初旬にアルトゥラス郡とローガン郡を合併させて設立されていたブレイン郡より分離して、1895年3月18日にアイダホ州議会により設立された。1913年1月28日、郡内西部がグッディング郡に、東部がミニドカ郡に分割された。1919年2月8日、郡内南部がジェローム郡として分離し、現在の郡域が確定された。
郡名は第16代アメリカ合衆国大統領エイブラハム・リンカーンに因んで名付けられた。アイダホ準州は1863年に設立されており、リンカーンは1861年から1865年まで政権にあった。

## 地理
アメリカ合衆国国勢調査局に拠れば、郡域全面積は1205.86平方マイル (3,123.2 km2)であり、このうち陸地は1205.53平方マイル (3,122.3 km2)、水域は0.33平方マイル (0.85 km2)で水域率は0.03％である

### 隣接する郡
- キャマス郡 - 北西
- ブレイン郡 - 北
- ミニドカ郡 - 東
- ジェローム郡 - 南
- グッディング郡 - 西

### 国立保護地域
- 月のクレーター国立保護区（部分）

### 高規格道路
- - アメリカ国道26号線
- - アメリカ国道93号線
- - アイダホ州道24号線
- - アイダホ州道75号線 - ソートゥース自然景観道路

上記の4つの高規格道路はショーショーンの町に集まっており、アイダホ州道では南の終点になっている。

## 人口動態
以下は2000年の国勢調査による人口統計データである。
| 基礎データ - 人口: 4,044人 - 世帯数: 1,447 世帯 - 家族数: 1,050 家族 - 人口密度: 1人/km2（3人/mi2） - 住居数: 1,651軒 - 住居密度: 1軒/km2（1軒/mi2） 人種別人口構成 - 白人: 86.47% - アフリカン・アメリカン: 0.47% - ネイティブ・アメリカン: 1.21% - アジア人: 0.45% - 太平洋諸島系: 0.05% - その他の人種: 9.42% - 混血: 1.93% - ヒスパニック・ラテン系: 13.40% 先祖による構成 - イギリス系：16.8％ - アメリカ人：12.4％ - ドイツ系：11.5％ - アイルランド系：8.3％ | 年齢別人口構成 - 18歳未満: 30.4% - 18-24歳: 9.0% - 25-44歳: 25.5% - 45-64歳: 22.0% - 65歳以上: 13.1% - 年齢の中央値: 34歳 - 性比（女性100人あたり男性の人口） - 総人口: 106.5 - 18歳以上: 105.8 世帯と家族（対世帯数） - 18歳未満の子供がいる: 37.7% - 結婚・同居している夫婦: 61.5% - 未婚・離婚・死別女性が世帯主: 5.5% - 非家族世帯: 27.4% - 単身世帯: 22.9% - 65歳以上の老人1人暮らし: 10.2% - 平均構成人数 - 世帯: 2.77人 - 家族: 3.27人 収入と家計 - 収入の中央値 - 世帯: 32,484米ドル - 家族: 36,792米ドル - 性別 - 男性: 26,576米ドル - 女性: 20,032米ドル - 人口1人あたり収入: 14,257米ドル - 貧困線以下 - 対人口: 13.1% - 対家族数: 10.8% - 18歳未満: 18.3% - 65歳以上: 7.0% |

## 都市と町

### 都市
- ディートリッヒ
- リッチフィールド
- ショーショーン - 郡庁所在地

### 未編入の町
- ヒドンバレー